# University of New Zealand

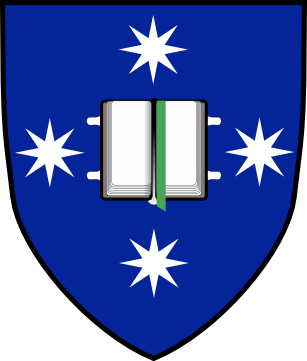
Logo der University of New Zealand (1870–1961)

Die University of New Zealand (1870–1961) war eine per Gesetz gegründete Organisation, unter der alle akademischen Bildungseinrichtungen Neuseelands zusammengefasst wurden.

## Vorgeschichte
Die Geschichte der Universität von Neuseeland war von provinziellen Eifersüchteleien und Rivalitäten auf akademischen Niveau innerhalb der Bildungspolitischen Klasse seiner Zeit geprägt.
Gut 25 Jahre nach der offiziellen Gründung Neuseelands und dem Umzug des Parlamentes von Auckland nach Wellington 1865, machte sich die Diskussion über die Gründung einer eigenen Universität breit. Im Jahr 1868 wurde schließlich ein Universitäts-Stiftungsgesetz verabschiedet, welches acht Stipendien für jeweils ein Studium in Großbritannien einführte (von denen keines jemals genutzt wurde) und eine Länder-Stiftung für eine zukünftige Universität in der Kolonie selbst vorsah. Die erste Universität des Landes hätte man allerdings gerne in Wellington gesehen.
Die Stiftungsregelung kam dem schottischen Bildungsbürgertum in Dunedin im Süden des Landes sehr gelegen. Da Bildung nach schottischer Tradition einen hohen Stellenwert hatte und beginnend mit dem Goldrausch in Otago ab 1861 zufällig auch reichlich Geld in den Kassen vorhanden war, gründete man selbst eine Stiftung, übergab ihr reichlich Land und gründete auf dieser Basis 1869 die erste und eigenständige Universität Neuseelands, die University of Otago.

## Gründung
Von der Eigenwilligkeit des Südens schon immer gebeutelt und nun überrascht, versuchte man in Wellington die bildungspolitischen „Ausreißer“ wieder unter Kontrolle zu bekommen. Im Jahre 1870 wurde dann, weil man mit der Universitätsgründung in Wellington noch nicht so weit war, schnell per Gesetz mit dem New Zealand University Act die University of New Zealand zu gegründet.
Die University of Otago wurde der University of New Zealand, von der bisher nur der Name existierte, als College untergeordnet und nahm dann 1871 mit einer großen Eröffnungszeremonie ihren Lehrbetrieb in Dunedin auf. Um nicht nachstehen zu müssen, folgte 1873 die Gründung eines Universitätscolleges in Christchurch, Canterbury (Region). Nach langen Streitigkeiten und Diskussionen über die jeweiligen unterschiedlichen Rollen, wurde in einem weiteren New Zealand University Act 1874 festgelegt, dass die University of New Zealand keinen eigenen Lehrbetrieb haben würde, sondern als Dachorganisation lediglich führende und prüfende Funktionen wahrnehmen sollte.
1882 und 1897 kamen mit dem Auckland University College Act und dem Victoria University College Act zwei weitere Bildungsinstitutionen unter das Dach der University of New Zealand.
Nach einigen weiteren Gesetzesänderungen in den Folgejahren wurde die University of New Zealand 1961 schließlich zugunsten eines föderalen universitären Lehrbetriebes aufgegeben. Mit dem Universities Act von 1961 bekamen nun alle Universitätscolleges den Status Universität und die University of Otago ihre Eigenständigkeit zurück.
Das allerdings das Gerangel zwischen den Verantwortlichen der Bildungsinstitutionen nicht aufgehört hat, zeigte die zwischen der  University of Auckland und der University of Otago 2007 öffentlich geführte Auseinandersetzung um die Bewertung, beste leistungsbasierte Forschungsuniversität zu sein.